# Isabela (provins)

Isabelas läge i Filippinerna

Isabela är en provins i Filippinerna som ligger i regionen Cagayandalen. Den har 1 435 400 invånare (2006) på en yta av 10 665 km².
Provinsen är uppdelad i 35 kommuner och 2 städer. Administrativ huvudort är Ilagan, andra större städer och orter är Cauayan och Santiago.